# كريستين وولف (لاعبة غولف)
كريستين وولف هي لاعبة غولف نمساوية، ولدت في 3 مايو 1989 في Rum, Tyrol ‏ في النمسا.

## وصلات خارجية
- كريستين وولف على موقع رابطة أوروبا للاعبات الغولف المحترفات (الإنجليزية)
- كريستين وولف على موقع اللجنة الأولمبية الدولية (الإنجليزية)
- كريستين وولف على موقع أوليمبيديا (الإنجليزية)